# Nu!
Nu! (со швед. — «Сейчас!») — восьмой и последний сольный студийный альбом шведской певицы Мари Фредрикссон, выпущенный 20 ноября 2013 года лейблом Parlophone в сотрудничестве с собственным лейблом Фредрикссон Amelia Music. Это первый сольный альбом певицы с абсолютно новым шведскоязычным материалом после выхода I en tid som vår в 1996 году. Альбом спродюсировала сама Фредрикссон, её супруг Микаэль Боиош и Кристофер Лундквист. В альбом вошли композиции, написанные коллегами исполнительницы, шведскими музыкантами Уно Свеннингссоном, Кеннетом Гердестадом, вокалистом Lustans Lakejer Юханом Кинде, а также партнёром Фредрикссон по группе Roxette Пером Гессле.
Альбом получил в целом положительные отзывы от шведской музыкальной прессы, несколько изданий высоко оценили вокал Фредрикссон, а также качество написания песен и продюсирования. Он также имел коммерческий успех, достигнув шестого места в шведском чарте альбомов; он закончил 2013 год как один из самых продаваемых альбомов года в стране. Пластинка была поддержана девятнадцатидневным туром по Швеции, первыми сольными концертами Фредрикссон с 2000 года.

## История записи
Nu! — первый студийный альбом Фредрикссон с оригинальным шведским материалом после альбома I en tid som var (1996) и первый альбом с тех пор, как в 2002 году у неё диагностировали злокачественную опухоль мозга, из-за которой она несколько месяцев проходила курс химиотерапии и лучевой терапии. Альбом был спродюсирован Фредрикссон вместе со своим мужем Микаэлем Боиошем, а также постоянным сопродюсером Roxette Кристофером Лундквистом. Боиош написал музыку ко всем песням на пластинке, кроме двух: «Sista sommarens vals», единственного сочинения Фредрикссон для альбома, и «Känn dig som hemma», написанной автором песен и гитаристом Roxette Пером Гессле. Фредрикссон объяснила, что «[Микаэль и я] писали этот альбом в течение шести лет. К сожалению, это всего лишь одна песня, которую я написала. Хотелось бы написать больше, но сейчас из-за моей болезни это занимает у меня так много времени. Когда [он] написал 'Kom vila hos mig', я внезапно подумала 'Наконец-то, маленький остров!'. Поэтому было естественно начать альбом с неё».
Боиош сотрудничал с несколькими поэтами-песенниками, чтобы написать большинство оставшихся песен в альбоме, включая Уно Свеннингссона, Кеннета Гердестада и вокалиста Lustans Lakejer Юхана Кинде. Пластинка также содержит три песни, написанные совместно с Ульфом Шагерстрёмом: «Det är nu», «Aldrig längre bort än nära» и «I morgon». Шагерстрём ранее сотрудничал с Фредрикссоном, написав «Mot okända hav» из альбома Den sjunde vågen (1985) и «Aldrig som främlingar» из альбома Efter stormen (1987). Четвёртый трек в альбоме, «Längtan», был написан исключительно Боиошем и не имеет отношения к одноимённой песне, которая ранее появлялась на Efter Stormen.
Первые две песни альбома были записаны и смикшированы уже в 2010 году. Пластинка планировалась к выходу в конце 2010 — начале 2011 года, однако из-за гастрольного тура Roxette релиз был задержан.
Кристофер Лундквист сначала был приглашён в качестве консультанта для записи нескольких песен, однако со временем стал все больше и больше вовлекаться в процесс записи и сведения, и Мике Боиош предложил ему вместе продюсировать альбом. Таким образом, пластинка была записана на студии Лундквиста Aerosol Grey Machine Studios в Сконе (южная Швеция) и на студии «Атлантис» в Стокгольме.
При предзаказе альбома в интернет-магазинах Ginza, Bengans и CDON альбом высылался вместе с открыткой, подписанной лично Мари. Данная акция была устроена при поддержке звукозаписывающей компании Parlophone/Warner Music.
22 ноября 2013 года, через два дня после выхода пластинки, Мари и Мике выступили вживую на телевизионном шоу Skavlan на канале SVT. Супруги исполнили песню, которую Мари сама написала для альбома — «Sista sommarens vals».

## Синглы
В поддержку альбома в Швеции было выпущено три сингла. «Kom vila hos mig» был выпущен в качестве главного сингла 26 сентября 2013 года, за ним последовали синглы для цифровой загрузки «Sista sommarens vals» и «Det är nu» 9 декабря и 8 апреля 2014 года соответственно.
На второй сингл альбома, песню «Sista sommarens vals», которую Мари написала сама, снят видеоклип. Режиссёром выступил Эмиль Йунсвик (швед. Emil Jonsvik). Чёрно-белое видео снималось в отеле «Дипломат» в Стокгольме.

## Отзывы критиков
| Оценки критиков         | Оценки критиков |
| Источник                | Оценка          |
| ----------------------- | --------------- |
| Dagens Nyheter          | [ 1 ]           |
| DI Weekend              | [ 9 ]           |
| Expressen               | B               |
| Göteborgs-Posten        | [ 13 ]          |
| Helsingborgs Dagblad    | [ 14 ]          |
| Nerikes Allehanda       | [ 7 ]           |
| Östgöta Correspondenten | [ 15 ]          |
| Smålandsposten          | [ 16 ]          |
| Svenska Dagbladet       | [ 2 ]           |
| Upsala Nya Tidning      | [ 4 ]           |

Альбом получил в целом положительные отзывы от шведской музыкальной прессы. «Nerikes Allehanda» описала его как свой лучший сольный альбом на сегодняшний день и похвалила «Kom vila hos mig» и «Bara 3 ord» как лучшие композиции альбома. Автор резюмировал: «В целом, Nu! — это большой сюрприз, который на самом деле превосходит большую часть того, что она делала раньше, включая Den ständiga resan (1992). …И, конечно же, у нас есть голос [Фредрикссон], такой же прекрасный, как и всегда». «Svenska Dagbladet» описала его как «иногда мерцающий, каким и должен быть классический поп», в то время как одно из крупнейших изданий страны «Dagens Nyheter» заявило, что «Sista sommarens vals» Фредрикссон и «Känn dig som hemma» Гессле были лучшими песнями в альбоме, а также похвалило продюсирование Болиоша, сказав: «Он там как надёжная поддержка для Мари, ни разу не пытаясь украсть всё внимание для себя».

## Коммерческие показатели
Альбом Nu! дебютировал на шестой позиции в шведском чарте альбомов, на насыщенной неделе, также отмеченной новыми релизами One Direction (Midnight Memories) и Робби Уильямса (Swings Both Ways), а также недавними релизами популярных шведских исполнителей Avicii (True) и Вероники Маджио (Handen i fickan fast jag bryr mig), а также Эминема (The Marshall Mathers LP 2). Альбом опустился на десятую позицию на второй неделе, прежде чем опуститься на 18-ю позицию на третьей неделе, а затем провёл две последовательные недели на 15-й позиции. В целом, он провёл восемь непоследовательных недель в шведском чарте альбомов, и стал 69-м самым продаваемым альбомом 2013 года в стране.

## Список композиций
Вся музыка написана Мике Боиошом, кроме трека 5, написанного Мари Фредрикссон и трека 8, написанного Пером Гессле.
| №                   | Название                         | Текст песни         | Русский перевод                          | Длительность |
| ------------------- | -------------------------------- | ------------------- | ---------------------------------------- | ------------ |
| 1.                  | «Kom vila hos mig»               | Боиош               | "Отдохни со мной"                        | 3:17         |
| 2.                  | «Det bästa som nånsin kan hända» | Уно Свеннингссон    | "Лучшее, что когда-либо могло случиться" | 3:10         |
| 3.                  | «Det är nu»                      | Ульф Шагерстрём     | "Прямо сейчас"                           | 3:51         |
| 4.                  | «Längtan»                        | Боиош               | "Ожидая"                                 | 3:04         |
| 5.                  | «Sista sommarens vals»           | Фредрикссон         | "Вальс прошлого лета"                    | 4:04         |
| 6.                  | «Aldrig längre bort än nära»     | Шагерстрём          | "Никогда не будет дальше, чем ближе"     | 2:46         |
| 7.                  | «Bara 3 ord»                     | Кеннет Гердестад    | "Всего 3 слова"                          | 3:34         |
| 8.                  | «Känn dig som hemma»             | Гессле              | "Почувствуй себя как дома"               | 4:17         |
| 9.                  | «Jag undrar vad du tänker på»    | Боиош               | "Интересно, о чём ты думаешь"            | 2:53         |
| 10.                 | «Stjärna som brinner»            | Юхан Кинде          | "Горящая звезда"                         | 3:42         |
| 11.                 | «I morgon»                       | Шагерстрём          | "Завтра"                                 | 3:31         |
| 12.                 | «Vad vore jag utan dig»          | Боиош               | "Кем бы я была без тебя"                 | 2:41         |
| Общая длительность: | Общая длительность:              | Общая длительность: | Общая длительность:                      | 40:50        |

## Участники записи
Список ниже приведён по данным буклета к компакт-диску:
- Записано в Studio Vinden в Юрсхольме; Polar Studios и Atlantis Studio в Стокгольме; The Aerosol Grey Machine в Валларуме, Сконе, Швеция.
- Мастеринг: Бьорн Энгельманн в Cutting Room Studios в Стокгольме.

Музыканты
- Мари Фредрикссон — ведущий и бэк-вокал
- Мике Боиош — бэк-вокал, фортепиано, клавишные, электропианино Wurlitzer, орган
- Кристофер Лундквист — бэк-вокал, гитары, лэп-стил-гитара, бас-гитара, контрабас, мандолина и перкуссия; все инструменты и музыкальная аранжировка (только трек 10)
- Йенс Йанссон — ударные

Дополнительные музыканты
- Пелле Альсинг — ударные и перкуссия (трек 1 и 3)
- Staffan Astner — гитара (трек 1)
- Torbjörn Bernhardsson — лидер струнных (трек 4)
- Emil Carlsson — скрипка (трек 3, 5 и 7)
- Tomas Ebrelius — скрипка (трек 3, 5 и 7)
- Ola Gustafsson — гитара (трек 2, 4 и 7); педальная гитара (трек 2)
- Henrik Janson — струнные аранжировки (трек 4)
- Ulf Janson — струнные аранжировки (трек 4)
- Conny Lindgren — лидер струнных (трек 6)
- Magnus Lindgren — струнные аранжировки (трек 6)
- Jokke Pettersson — гитара (трек 11)
- Jessica Strid — альт (трек 3, 5 и 7)
- Stockholm Chamber Strings — струнные (трек k 6)
- Stockholm Session Strings — струнная секция (трек 4)
- Charlotta Weber Widerström — виолончель (трек 3, 5 и 7)

## Чарты
| Чарт (2013)                | Высшая позиция |
| -------------------------- | -------------- |
| Швеция (Sverigetopplistan) | 6              |

| Чарт (2013)                          | Позиция |
| ------------------------------------ | ------- |
| Шведские альбомы (Sverigetopplistan) | 69      |

## Гастрольный тур 2014 года
В поддержку альбома Мари отправилась в сольный гастрольный тур по Швеции (впервые за последние 13 лет). Всего было сыграно 19 концертов в крупнейших городах страны. Первый концерт прошёл 19 февраля 2014 года в Хельсингборге. Закончился тур 19 апреля в Умео. Это были её первые сольные концерты после летнего гастрольного тура «Äntligen — Sommarturné» в поддержку её сборника лучших хитов Äntligen – Marie Fredrikssons bästa 1984–2000 (2000).
Концерт в Цирке в Стокгольме 8 апреля 2014 года был записан. 6 декабря 2024 года на пятую годовщину кончины певицы был выпущен живой альбом на 2-LP Live Från Cirkus с записью 18 песен с этого концерта. Пластинка была выпущена тиражом 1000 экземпляров.
Музыканты
- Мари Фредрикссон — вокал
- Микаэль Боиош — клавишные
- Пелле Альсинг — ударные
- Кристофер Лундквист — гитара
- Surjo Benigh — бас
- Jokke Pettersson — гитара